# Eine Verteidigung des Anarchismus

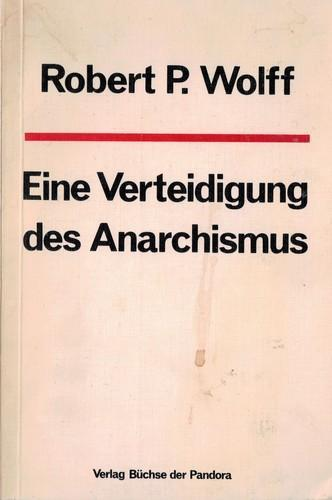
Ausgabe Verlag Büchse der Pandora, 1979

Eine Verteidigung des Anarchismus ist ein politisch-philosophisches Hauptwerk von Robert Paul Wolff. Es wurde 1970 publiziert, liegt inzwischen in 5. Auflage der englischen Ausgabe und in deutscher Übersetzung vor, wurde vielfach kommentiert und zählt zu den wichtigsten Werken der anarchistischen politischen Philosophie.

## Thesen und Argumente des Werks
Bereits 1969 hatte Wolff die These vertreten, dass aus begrifflichen Gründen notwendig kein Staat über eine de jure legitime Autorität verfügt oder verfügen kann. Ein im ersten Kapitel des Werks skizziertes zentrales Argument für diese These versucht, einen Widerspruch zwischen der Tugend der Verpflichtung des Menschen auf Autonomie im ungefähr kantischen Sinne einerseits und der politischen Autorität andererseits zu begründen. Für die Schlüssigkeit des Arguments sind mehrere definitorische Festlegungen entscheidend. Die moralische Autonomie des Individuums wird dergestalt definiert, dass eine Person, insofern sie autonom ist, nicht dem Willen eines anderen gehorcht. Der heteronome Autoritätsanspruch des Staates wird bestimmt als Verpflichtung des Menschen, die staatlichen Gesetze einfachhin deshalb zu befolgen, weil sie die Gesetze sind. Ein Rechtspositivismus wird auch sonst von Wolff begrifflich zugrunde gelegt. Während etwa andere politische Philosophen eine politische Verpflichtetheit (political obligation, ein Fachbegriff, der in der klassischen deutschen praktischen Philosophie keine direkte Entsprechung hat) z. B. definieren als eine Verpflichtung gegenüber gültigen Gesetzen und gerichtet auf Förderung gerechter gesellschaftlicher Institutionen, definiert Wolff diesen Begriff ohne jede normative Klausel als Verpflichtung gegenüber dem Gesetz nur deswegen, weil es das Gesetz ist, ob Annahmen über eine moralische Rechtfertigbarkeit des Gesetzes bestehen oder nicht. Wolff argumentiert, der Begriff einer Autorität de jure sei ein normativer Begriff und müsse durch a priorische Argumente deduziert werden. Eine solche Deduktion scheitere, weil jeder derartige Versuch mit dem moralischen Grundbegriff individueller Autonomie inkompatibel bleibe.
Das zweite Werkkapitel diskutiert das übliche Lösungsangebot für Konflikte zwischen individueller Autonomie und staatlicher Gewalt, die Etablierung der staatlichen Gesetze durch die Bürger selbst. Eine einhellige direkte Demokratie scheide aber als reale Möglichkeit aus, sobald eine Gesellschaft hinreichend komplex werde. Unter den Möglichkeiten, eine repräsentative Demokratie zu realisieren, greift Wolff zunächst die beiden Extreme an:
1. direkte Gesetzgebung
2. nicht zurücknehmbare Wahl eines Souveräns („Königs“)

Wolff argumentiert mit theoretischen Gründen und Beispielen, dass (2) die Autonomie aufgebe und (1) bereits in Situationen minimaler Komplexität nicht realisierbar sei. Durch direkte Referenda via Wahlmaschinen in jedem Haushalt sei aber direkte Partizipation realisierbar.
Bei einer Mehrheiten folgenden Demokratie werde die Autonomie der Minderheiten kaum gewahrt. Wolff diskutiert v. a. die von Rousseau diskutierte Rechtfertigung für diese Vernachlässigung: der Wille der Mehrheit könnte mit dem allgemeinen Willen identifiziert werden, das Gute für Alle zu realisieren, und der Wunsch nach bestimmten Mitteln werde von den Individuen oft fälschlich verwechselt mit dem Wunsch nach dem, was letztlich als Zweck gewollt werde. Selbst wenn die Mehrheit dieses Ziel erreichen wolle, sei aber nicht gewährleistet, dass sie dies auch faktisch erreiche. Wolffs abschließende Diagnose lautet, dass eine Regierung tatsächlich ein moralisches Recht zu herrschen besitzt, wenn es auf einem einhelligen Gehorsamsversprechen der Bürger gründet, es sei jedoch kein moralischer Grund für ein solches Versprechen ausfindig zu machen. Die demokratischen Theorien würden also den Konflikt zwischen Autonomie und Autorität ungelöst lassen, was zurückführe auf die Notwendigkeit, sich zwischen beiden Alternativen zu entscheiden; da aber die moralische Autonomie nicht aufgebbar sei, müssten alle Regierungen als illegitim betrachtet werden; deren Weisungen seien je im Einzelfall zu prüfen, bevor sie ggf. befolgt würden.
Das dritte und letzte Werkkapitel versucht aufzuzeigen, dass auch ohne eine staatliche Autorität ein funktionierendes gesellschaftliches Zusammenleben möglich ist und diskutiert verschiedene Bedingungen, die dies begünstigen könnten, etwa auf freiwilligem Engagement basierendes Militär und ökonomische Dezentralisierung.

## Rezeption und Diskussion des Werks
Harry Frankfurt hat darauf hingewiesen, dass Wolffs Argumentation einen apparenten Widerspruch enthalte. Denn Wolff vertritt auch die These, dass jede vertraglich begründete Demokratie legitimiert sei, da sie auf dem Versprechen der Bürger selbst gründe, die Weisungen des Staates zu befolgen. Diesen Widerspruch zur ansonsten vertretenen These einer begrifflichen Widersprüchlichkeit zwischen heteronomer staatlicher und autonomer individueller Autorität mit dem Implikat einer notwendigen Illegitimität jeder staatlichen Autorität erklärt Frankfurt, der auch diverse begriffliche Festlegungen und Einzelüberlegungen für unplausibel hält, mit einer Verwechslung zweier Fragen:
1. Gibt es Bedingungen, unter welchen eine Autorität de jure legitim ist?
2. Ist es moralisch gerechtfertigt, diese Bedingungen zu schaffen?

Wolff werde durch seine Überlegungen zu einer Verneinung von (2) geführt. Er habe jedoch zu wenig Rechtfertigung aufgeboten, auch (1) zu verneinen. Dies lasse Wolff bisweilen Spielraum, auch die plausible, aber recht triviale Position zu beziehen, dass im Falle vertraglich eingegangener Versprechen durchaus legitime Autorität bestehen kann.
Letztlich würde daher von Wolff nicht die Möglichkeit eines direkt-demokratischen Staates überhaupt bestritten, sondern nur ein a posteriorischer Anarchismus verteidigt, also die Position, dass die Autorität der faktisch existierenden Staaten nicht legitimiert ist, dass dies aber nicht notwendig der Fall ist; der apriorische Anarchismus dagegen ist darauf verpflichtet, dass etwas im Begriff oder Wesen eines Staates per se impliziert, dass prinzipiell kein Staat legitim sein kann.
Auch Rex Martin findet in Wolffs These, dass es keinen Staat geben kann, der ein Recht hat, seinen Bürgern bindende Weisungen zu erteilen, unklar, ob „kann“ begrifflich oder faktisch gemeint ist. Martin schlägt, anstatt wie Frankfurt einen logischen Widerspruch zu diagnostizieren, die wohlwollende Lesart vor, es sei faktisch unmöglich oder zumindest sehr schwer, die Wahrheitsbedingungen zu erfüllen, die nötig wären, um de jure Autorität zuzuschreiben. Auch wenn Wolff z. B. davon spreche, der Begriff eines de jure legitimierten Staates sei leer („vacuous“), wäre zu disambiguieren zwischen begrifflich leer oder instanzlos. Und auch dass Wolff von einer „genuinen Inkompatibilität“ von Autorität und Autonomie spricht sei schwer verständlich und wohl ebenfalls so zu erklären, dass sie faktisch nie oder schwerlich zusammen gehen. Wäre Wolff darauf verpflichtet, de jure Legitimität für in sich widersprüchlich zu halten, wäre es sinnlos gewesen, Autorität de jure und de facto überhaupt zu unterscheiden. Martin interpoliert zur Explikation von Wollfs Argumentation, eine anarchistische Theorie setze voraus, dass eine analytische Beziehung bestehe zwischen der Autorität eines Staates und der strikten (heteronomen) Verpflichtetheit seiner Bürger. Nur aufgrund dieser analytischen Beziehung zwischen Autorität und (heteronomer) Verpflichtetheit verstehe man, warum Wolff nicht (nur) letztere, sondern erstere angreife. So analysiert, sei Wolffs Position identifizierbar mit einem Versuch, den Begriff politischer Verpflichtetheit (political obligation) auf externe Gründe zu reduzieren. Dies setzt folgende terminologische Unterscheidung voraus:
1. Eine politische Verpflichtung ist intrinsisch, wenn sie nur Bedingungen (features) erfordert, die der Theorie des politischen Systems selbst zugehören. Etwa: ein guter Bürger in einem Staat zu sein, der Rechte generiert, impliziert eine strikte Verpflichtung, den Gesetzen zu folgen, die diese Rechte umgrenzen.
2. Eine politische Verpflichtung ist extrinsisch, wenn sie Bedingungen (features) erfordert, die außerhalb des politischen Systems liegen. Etwa: Göttlicher Befehl, Schwur oder Versprechen oder ein utilitaristisches Prinzip.

Für Wolff nun sei einzig die moralische und rationale Autonomie des Individuums ein solches extrinsisches Fundament. In genau diesem Sinne bestehe nun nach Wolffs Position eine Inkompatibilität zwischen Autonomie und Verpflichtetheit (gegenüber staatlichen Gesetzen), weil letztere intrinsische Bedingungen impliziert, die es nach Wolffs Position prinzipiell nicht geben kann. Martin selbst hält es für nötig, im Einzelfall zu analysieren, ob ein theoretisches System politischer Begriffe eine politische Verpflichtung intrinsisch enthält; die meisten so explizierten System würden vermutlich keine strikte Verpflichtung implizieren, Gesetze allein darum zu befolgen, weil sie gültige Gesetze sind. Wolffs argumentative Strategie, nur extrinsische Bedingungen zu diskutieren, sei unangreifbar, aber simplifizierend und zur Erwiderung einladend. Nur unter der Voraussetzung einer analytischen Beziehung zwischen Autorität und Verpflichtetheit sei Wolffs Angriff auf staatliche Autorität plausibel. Ein Satz wie „Diese Regierung besitzt Autorität, aber die Bürger sind nicht verpflichtet, jedes einzelne ihrer Gesetze zu befolgen.“ müsste dann selbstwidersprüchlich sein, was aber unplausibel sei. Grund dafür sei, dass Autorität auch kompatibel ist mit schwächeren Ansprüchen als strikter Verpflichtetheit. Auch die Begriffe von Autorität des Staates und Verpflichtetheit der Bürger, wie Wolff sie analysiert, seien keine wechselseitigen Implikate. In der Konsequenz sei es nicht möglich, den Begriff von politischer Autorität de jure als inkonsistent aufzuzeigen oder mittels eines Durchlöcherung des Begriffs politischer Verpflichtetheit loszuwerden; unbenommen blieben dem Anarchisten andere argumentative Strategien.
D. Sobers hat in einer detaillierten Analyse ein Einzelargument von Wolff zurückgewiesen, das davon ausgeht, dass eine demokratische Regierung zulassen kann, dass widersprüchliche Präferenzen der Bürger vorliegen. Das Argument, welches eine Priorisierung von drei Optionen diskutiert, sitze Ambiguitäten auf, die damit zu tun haben, dass nicht explizit benannt werde, wann welche Optionen erwogen werden.
Karl Graf Ballestrem hat angemerkt, Wolff gehe in seiner Bezugnahme auf Kants Autonomiebegriff weit über die bei diesem vorliegende Begriffsbestimmung hinaus; für Kant und etliche andere Klassiker der praktischen Philosophie sei evident, dass weder die Autonomie des Individuums noch die Autorität des Staates in dem Sinne absolut seien, dass sie in allen Lebensbereichen und unter allen Umständen die Vorherrschaft hätten. Dass im Konfliktfall das menschliche Gewissen staatliche Weisungen zu prüfen habe, impliziere gerade nicht, a priori staatliche Legitimität zu negieren, sondern benenne gerade ein Prinzip, wie im Konfliktfall eine Lösung gefunden wird.
Nach M. R. Dillons Stellungnahme wird das im dritten Kapitel entwickelte Ideal eines Staates geteilter Überzeugungen und Handlungen nirgends mit der zu Anfang skizzierten Idee eines Staates als lediglich befehlsgebend verbunden.
Jeffrey H. Reiman hat 1972, kurz nach Erscheinen des Werks von Wolff eine mehr als 100-seitige Replik publiziert. Nach Reiman ist bereits der Versuch verfehlt, moralische und politische Autorität zu identifizieren, denn bereits der Begriff moralischer Autorität, also einer Autorität, moralisch bindende Weisungen zu erteilen, sei in sich widersprüchlich. Eine Diskussion der Kompatibilität moralischer Autorität und moralischer Autonomie sei daher vor vorneherein ein Pseudoproblem.
Rex Martin wendet gegen Reiman ein, dieser sitze einer Fehlinterpretation von Wolff auf. Reiman unterstelle fälschlich, Wolff gehe es darum, ob Regierungen moralische Verpflichtungen aus dem Nichts hervorbringen könnten. Tatsächlich gehe es Wolff darum, dass wir nicht moralisch verpflichtet sind, Gesetze als solche zu befolgen. Die Differenz zwischen Reiman und Wolff diagnostiziert Martin darin, dass nach Wolff alle moralischen Pflichten durch strikte Normen regiert werden, während für Reiman als Utilitaristen noch nicht einmal Versprechungen als moralisch verpflichtend in Frage kämen.
In einem 1976 publizierten Zusatz zu seinem Werk repliziert Wolff selbst ausführlich auf Reiman. Abschließend argumentiert er, dass auch ein Vertrag keinen Platz für Autonomie lasse.
Reiman sieht in einer 1978 publizierten Stellungnahme in diesem Zusatz eine Verschiebung der argumentativen Grundlage; diese sei jetzt ein extremer politischer Nominalismus, der impliziere, dass ein „Staat“ nicht eigentlich existiere.
In seinem etwas späteren Werk zu Kants Grundlegung zur Metaphysik der Sitten vertritt Wolff eine abweichende ethische Theorie, die zur Modifikation seiner früheren Argumentation für den Anarchismus nötigt. J. P. Sterba hat aufzuzeigen versucht, dass diese Modifikation noch viel weniger geeignet sei, die von Wolff intendierte anarchistische Theorie zu stützen. Der Anarchist benötige nicht nur, wie Wolff nun verteidige, Konsistenz als Argumentationsgrundlage, sondern auch menschliche Freiheit als höchsten Wert; es sei nämlich auch konsistent, sich an eine maximal absolute Autorität zu binden.
Thomas Martin kritisiert, dass Wolff davon ausgehe, „der Staat“ und „das autonome Individuum“ seien feste Größen.
John P. Clark hat das Hauptwerk Wolffs charakterisiert als das Werk, was am meisten dafür getan habe, „eine sinnvolle Analyse und Kritik des Atheismus aufzuhalten“. Er kritisiert, für Wolff seien explizit keinerlei praktische Konsequenzen impliziert; dieses – im Gegensatz zu jedweder bekannten anarchistischen Position stehende – apparente Fehlen praktischer Folgen unterminiere jede etwaig durch theoretische Gründe für den Anarchismus aufgebrachte Rechtfertigung. Tatsächlich erklärt sich Wolff explizit für persönlich unzufrieden mit seinen theoretischen Schlussfolgerungen und für nicht willens, diese selbst zu akzeptieren.
Konservativ orientierte Vertreter eines ökonomischen Anarchismus wie Murray Rothbard rezipierten Wolffs Werk zustimmend, was letzterer schockiert zur Kenntnis nahm.